# Satomi Satō
Satomi Satō (佐藤 聡美?, Satomi Satō; Prefettura di Miyagi, 8 maggio 1986) è una doppiatrice giapponese affiliata con la Aoni Production.
Si è diplomata presso la Tokyo Announce Gakuin Performing Arts College, ed anche conosciuta con il nomignolo Sugar (しゅがぁ?, Shugā), dato che il suo cognome "Satō" (砂糖?) così come "sugar" vuol dire proprio "zucchero" in lingua giapponese. È principalmente conosciuta per i ruoli di Ritsu Tainaka nell'anime K-On! e di Wendy Marvel in Fairy Tail.

## Ruoli

### Serie televisive
2007
- Kamichama Karin: Michirian #3
- GeGeGe no Kitaro (fifth series): Female High School Student, Girl and Kijimuna
- Shugo Chara!: Wakana, Ramira
- Fantastic Detective Labyrinth: Yae Yatomi

2008
- GeGeGe no Kitaro (fifth series): Maid
- Jigoku Shoujo Mitsuganae: Mikage Yuzuki[1]
- Hyakko: Inori Tsubomiya
- Shugo Chara! Doki: Wakana

2009
- K-On!: Ritsu Tainaka[2]
- Anyamaru Tantei Kiruminzuu: Rimu Mikogami
- Asura Cryin': Aine Shizuma[3]
- Asura Cryin' 2: Aine Shizuma[3]
- Dragon Ball Kai: Cargo
- Hatsukoi Limited: Yuu Enomoto
- Yumeiro Pâtissière: Kanako Koizumi
- Toaru Kagaku no Railgun: Banri Edasaki, Girl

2010
- K-On!!: Ritsu Tainaka
- Mayoi Neko Overrun!: Otome Tsuzuki
- Seitokai yakuindomo: Aria Shichijou
- Ookami-san: Machiko Himura/Mysterious Beauty
- Fairy Tail: Wendy Marvel
- Ore no Imōto ga Konna ni Kawaii Wake ga Nai: Manami Tamura

2011
- Ro-Kyu-Bu! : Manaka Nobidome
- K-On! - Il film : Ritsu Tainaka

2012
- Hyouka: Eru Chitanda

2013
- Karneval: Elishka
- Golden Time: Nana

2014
- Sailor Moon Crystal: Naru Osaka

2016
- Shōjotachi wa kōya o mezasu: Uguisu Yūki

2017
- Masamune-kun's Revenge: Mari Mizuno

2018
- Death March to the Parallel World Rhapsody: Nadi

2023
- Hirogaru Sky! Pretty Cure: Puwa

### Computer & videogiochi
- Koumajou Densetsu II: Stranger's Requiem (紅魔城伝説Ⅱ 妖幻の鎮魂歌) (Hong Meiling)
- Mega Man ZX (Rose)
- Tales of the World: Radiant Mythology 2 (Descender)
- Tales of the World: Radiant Mythology 3 (Lazaris)
- God Eater (Gina Dickinson)
- Otomedius Excellent (Gesshi Hanafuuma, Ryukotsuki, Gradian Operator)
- Kurohyō 2: Ryū ga Gotoku Ashura hen (Rei)
- Rune Factory 4 (Amber)
- Tales of Xillia 2 (Nova)
- Conception II: Children of the Seven Stars (Chloe)
- The Legend of Heroes: Trails of Cold Steel (Alfin Reise Arnor)
- God Eater 2: Rage Burst (Gina Dickinson)
- Granblue Fantasy (Carren)
- Super Smash Bros. per Nintendo 3DS e Wii U (Corrin (femmina))
- The Legend of Heroes: Trails of Cold Steel II (Alfin Reise Arnor)
- Lord of Magna: Maiden Heaven (Elfriede)
- Xenoblade Chronicles X (Celica)
- Fire Emblem: Fates (Corrin (femmina), Kana (femmina))
- Fate/Grand Order (Caster/Queen of Sheba)
- Luminous Arc Infinity (Sopra)
- Shōjotachi wa kōya o mezasu (Uguisu Yūki)
- Tales of Berseria (Magilou)
- Fire Emblem Heroes (Naga, Corrin (femmina), Kana (femmina))
- Tales of the Rays (Magilou, Lazaris)
- Azur Lane (KMS Roon)
- The Legend of Heroes: Trails of Cold Steel III (Alfin Reise Arnor, Ennea)
- Fire Emblem Warriors (Corrin (femmina))
- The Legend of Heroes: Trails of Cold Steel IV (Alfin Reise Arnor, Ennea)
- Super Smash Bros. Ultimate (Corrin (femmina))
- Rune Factory 4 Special (Amber)
- Pokémon Masters EX (Catlina)
- Arknights (Dorothy)
- Tales of Crestoria (Magilou)
- The Legend of Heroes: Trails into Reverie (Alfin Reise Arnor)
- Blue Archive (Nodoka Amami)
- Nier Re[in]carnation (F66x)
- Goddess of Victory: Nikke (Signal, N1O2)
- Fire Emblem: Engage (Corrin)
- Persona 5: The Phantom X (Minami Miyashita)
- Genshin Impact (Escoffier)

### Radio
- Kisutī no kisutī taimu (kistyのkisty time) on internet radio station BBQR
- Tomokazu Miki no rajio bigguban (智一・美樹のラジオビッグバン)（QR, November 2005 til September 2006
- Tanahashi Mai to Satō Satomi no ranchitaimu myūjikku (棚橋麻衣と佐藤聡美のランチタイムミュージック), September to December 2007
- Mai to Shugā no masshu rūmu (麻衣としゅがぁのまっしゅ☆Room), 4-5pm Saturdays, January to March 2008
- Rajio Dotto Ai; Satō Satomi no shugaa potto (ラジオどっとあい 佐藤聡美のしゅがぁぽっと), October 9, 2009 till January 1, 2010
- Rajio☆Satomi Hakkenden! (ラジオ☆聡美はっけん伝！), 9-10pm Fridays, April 8, 2011 till present

### Drama CD
- Gattsu Batorā Jī (ガッツバトラーG) : Girl
- Nusunde Ririsu (盗んでリ・リ・ス) : Maid
- Renai Idenshi XX (恋愛遺伝子XX) : Mizuki